# Vila Robertina
Vila Robertina é um bairro no distrito de Ermelino Matarazzo, na cidade de São Paulo.